# كبر الكفل
كبر الكفل أو التَأَلِّي (بالإنجليزية: steatopygia)‏ هو حالة تتواجد فيها مستويات كبيرة من الأنسجة على الأرداف والفخذين. لا تقتصر تلك الحالة على المناطق الألوية، ولكنها تمتد إلى الجهتين الأمامية والجانبية من الفخذين، وتنحدر إلى الركبة مما ينتج عنه قوام رشيق. يشتق المصطلح "Steato" من اليونانية στέαρ بمعنى «الإلية» ومصطلح "Pygia" من  πυγή pugḗ معنى «ردف».

## التاريخ
يعتبر كبر الكفل سمة وراثية للنساء ذوات الأصل أفريقي من جنوب الصحراء الكبرى، وأبرزهم (ولا يقتصر عليهم) هؤلاء المتواجدات بين خويسان من الجنوب الأفريقي والأقزام في وسط أفريقيا. وقد لوحظت تلك السمة أيضًا بين شعب أندامان، مثل قبيلة أونج، في جزر أندامان في المحيط الهندي. يعتبر الإناث أكثر عرضة من نظرائهم الذكور لتراكم الأنسجة الدهنية في منطقة الأرداف. تسود هذه السمة الوراثية بين النساء ولكنها تحدث أيضًا بدرجة أقل لدى الرجال.
يبدو أن كبر الكفل سمة من سمات السكان التي امتدت عبر التاريخ من خليج عدن إلى رأس الرجاء الصالح، وأن شعوب خويزان والأقزام قد يكونون مجرد بقايا. في شعوب خويزان، يبدأ كبر الكفل في مرحلة الطفولة ويتم تطويره بالكامل بحلول وقت الحمل الأول. في حين أن خويزان تحمل الأمثلة الأكثر وضوحًا من تطورها، إلا أنه لا يعتبر أمرًا نادرًا بأي حال من الأحوال في أجزاء أخرى من أفريقيا.
وقد اقترح أن تلك السمة الوراثية كانت منتشرة مرة سابقة عبر التاريخ. تصور تماثيل العصر الحجري القديم لفينوس، والتي يُشار إليها أحيانًا باسم «تماثيل فينوس كبيرة الكفل»، والتي اكتشفت من أوروبا لآسيا، تطورًا ملحوظًا من الفخذين، وحتى إطالة الشفرين الصغيرين، وقد استخدمت تلك التماثيل لدعم هذه النظرية. وسواء كانت أرداف تلك التماثيل مصورة بتلك الطريقة لتكون نابضة بالحياة أو مبالغ فيها، إلا أنها لا تُعتبر مثالية، غير واضحة. أثبتت القياسات أن تلك الأرداف لا يمكن اعتبارها مثال لكبر الكفل، لأنها تظهر زاوية تُقدّر بحوالي 120 درجة بين الظهر والأرداف، في حين يتم تشخيص كبر الكفل وفقا للمعايير الطبية الحديثة بزاوية تُقدَّر بحوالي 90 درجة فقط.
ويعتقد أن سارتجي بارتمان كانت تتمتع بهذه الخاصية.